# Харрис, Джордж
Джордж Уи́льям Ха́ррис (англ. George Harris; род. 20 октября 1949, Гренада) — британский актёр кино, телевидения, театра и радио. Наиболее известен ролями Кингсли Бруствера в серии фильмов о Гарри Поттере, капитана Саймона Катанги в киноленте «Индиана Джонс: В поисках утраченного ковчега», а также Клайва Кинга в популярном врачебном сериале «Катастрофа».

## Биография
Родился в Гренаде. Обучался на родине отца в Барбадосе. В пятнадцать лет покинул Карибские острова, и, прежде чем окончательно перебраться в Великобританию, проживал в Швеции и Израиле. Выступал с труппой в Европе и США, прежде чем достиг признания известного драматического актёра[уточнить].
Харрис играл в таких фильмах, как «Флэш Гордон», «Индиана Джонс: В поисках утраченного ковчега», «Чёрный ястреб», «Слоёный торт», «Переводчица».
Помимо съёмок в кино, Харрис играл в таких театрах, как Королевский национальный театр, Ройал-Корт, Театры Вест-Энда, Королевский театр Манчестера и Королевский театр в Бате. Принимал участие в мюзиклах: «Иисус Христос — суперзвезда», «Волосы» и «Крикет». Довольно часто работает с BBC.
Проживает в Летчуорте, графство Хартфордшир.

## Фильмография
| Год       |   | Русское название                                     | Оригинальное название                         | Роль                   |
| --------- | - | ---------------------------------------------------- | --------------------------------------------- | ---------------------- |
| 1980      | ф | Флэш Гордон                                          | Flash Gordon                                  | принц Ардентийский Тун |
| 1981      | ф | Псы войны                                            | The Dogs of War                               | полковник Боби         |
| 1981      | ф | Индиана Джонс: В поисках утраченного ковчега         | Raiders of the Lost Ark                       | капитан Саймон Катанга |
| 1992—1992 | с | Главный подозреваемый                                | Prime Suspect 2                               | Вернон Аллен           |
| 1999—1999 | с | Чисто английское убийство, эпизод «Walking The Line» | The Bill                                      | мистер Прайс           |
| 2001      | ф | Чёрный ястреб                                        | Black Hawk Down                               | Осман Али Атто         |
| 2004      | ф | Слоёный торт                                         | Layer Cake                                    | Морти                  |
| 2005      | ф | Переводчица                                          | The Interpreter                               | Куман-Куман            |
| 2007      | ф | Гарри Поттер и Орден Феникса                         | Harry Potter and the Order of the Phoenix     | Кингсли Бруствер       |
| 2009      | ф | Агора                                                | Agora                                         | Эладиус                |
| 2010      | ф | Гарри Поттер и Дары Смерти: часть 1                  | Harry Potter and the Deathly Hallows — Part 1 | Кингсли Бруствер       |
| 2010      | ф | На глубине                                           | Beneath the Blue                              | Дэниел                 |
| 2011      | ф | Гарри Поттер и Дары Смерти: часть 2                  | Harry Potter and the Deathly Hallows — Part 2 | Кингсли Бруствер       |